# Bucayana bucayana
Bucayana bucayana is een hooiwagen uit de familie Cranaidae. De wetenschappelijke naam van Bucayana bucayana gaat terug op Mello-Leitão.